# Hans Trier Hansen
Hans Trier Hansen (født 15. maj 1893 i Vallekilde, død 12. september 1980 i Hørve) var en dansk gymnast.

## Idrætskarriere
Hans Trier Hansen deltog på det danske hold i svensk system ved OL 1912 i Stockholm, hvor blot tre hold stillede op på Stockholms Stadion. Holdene kunne bestå af 16-40 gymnaster, og det svenske hold vandt klart med 937,46 point foran Danmark med 898,84 point, mens Norge blev nummer tre med 857,21 point.

## Familie og øvrige karriere
Hans Trier Hansen var søn af forstanderen på Vallekilde Højskole Povl Hansen og overtog skolens landbrug i 1923 og arbejdede også som lærer på skolen.